# 호주제 폐지를 위한 시민의 모임
호주제폐지시민모임은 대한민국의 시민단체이다. 1998년 9월에 <호주제폐지시민모임>은 발족하였다. <호주제폐지시민모임> 대표 고은광순은 2001년 11월부터 2001년 12월까지 매일 국회의원회관 의원실을 돌며 호주제의 문제점을 조목조목 지적한 《나도 알고 너도 아는데 의원, 보좌관이 모른다면?》이란 시리즈 책자를 배포해 화제가 되기도 했다.
대한민국의 호주제 폐지 운동은 국제 사회의 관심으로 더욱 탄력을 받았는데, 1999년 11월, 국제 연합 인권 이사회는 호주제 폐지에 대한 권고 사항을 결의하면서 "호주제는 여성을 종속적인 역할로 위치짓는 가부장적 사회를 반영하면서 동시에 강화시킨다. 호주제에 명시된 모든 권리를 남녀가 평등하게 향유할 권리를 국가가 보장하지 못한 것은 정당화될 수 없다"라고 지적했다. 2000년 9월, '호주제 폐지야말로 우리 사회가 평등한 민주사회로 나아가기 위해 반드시 넘어야 할 문제이다'라는 데 인식을 함께 한 137개 시민사회단체가 모여 <호주제폐지를위한시민연대>를 발족시키면서 호주제 폐지 운동은 확산되어 나갔다.
2000년 11월, 호주제 위헌소송이 제기되었고 이 생각은 <민주사회를 위한 변호사 모임(약칭 민변)>의 이석태 변호사와 강금실 변호사가 함께 냈다. 이석태는 '동성동본 금혼 위헌 결정'을 이끌어 낸 주역으로서 다시 한번 국회 의결과 관계없이 호주제를 무효화할 수 있는 방안으로 위헌소송을 생각해낸 것이었다. 2000년 7월, 위헌 소송을 위한 원고인단 10여 명을 모집하고 민변 소속 변호사들이 대거 참여했다. 진선미 변호사, 이정희 변호사, 사법연수원생 김수정·조숙현 등을 비롯해 가족법 연구자들이 소송 준비팀을 맡아 변론을 준비해 나갔다. 2년 여 동안 소강 상태였던 이 소송은 2003년 5월에 관련 민법 개정안이 이미경 의원의 대표 발의로 국회에 제출되면서 탄력 받기 시작했다. 2003년 11월, 법무부(장관 강금실)도 관련 민법 개정안을 국회에 제출했다. 2001년 헌법재판소에 '호주제는 합헌'이라는 의견서를 제출했던 법무부로서는 큰 입장 변화였다. 2003년 11월에는 위헌법률심판 제1차 공개변론에 지은희 여성부 장관이 직접 출석해 정부의 의지를 보여줬다.
2003년 6월, '호주제 폐지를 지지하는 문화예술인 선언' 기자회견에서 코미디언 김미화는 "나는 김미화가 아니라 박미화였다"라고 고백하면서 많은 이들을 고통스럽게 하는 호주제를 알리기 위해 숨겨왔던 가족사를 털어놓는 용기를 보여 주었고, 딸을 낳고서 호주제의 폐해를 절감하게 됐다는 배우 권해효 역시 평등가족 홍보대사로서 국회 앞 1인 시위, 법무부 강연 등 호주제 폐지를 위해 힘썼다.
1957년에 이태영 변호사가 호주제 폐지를 공론화한 이후 여성계는 관련 민법 개정 운동을 벌여왔고, 2005년 3월 2일에 국회는 호주제 폐지를 골자로 하는 민법 개정안을 통과시켰다. 1953년 <대한 부인회> 등이 '1500만 여성의 인간 선언을 담은 의견서'를 발표한 때부터 2005년 국회 통과까지 호주제를 폐지하는 데 50여 년이 걸렸다.
호주제 폐지 운동 일지는 다음과 같다.
- 1957년: 대한민국 최초의 여성 변호사 이태영, 호주제 폐지 공론화
- 1997년 3월 9일: '부모성 함께쓰기' 선언(이효재 외 170여 명 동참)
- 1998년 9월: '호주제폐지시민모임' 발족
- 1999년 4월 26일: 한국여성단체연합·한국가정법률상담소·대한여한의사회·호주제폐지시민모임 등, '현행 호주제도의 문제점과 대안마련을 위한 토론회' 개최
- 1999년 5월: 한국여성단체연합, 호주제폐지운동본부 발족
- 1999년 11월: 국제 연합 인권 이사회, 호주제 폐지에 대한 권고사항 결의
- 2000년 7월: 여성계, 호주제 위헌소송을 위한 원고인단 모집
- 2000년 9월: '호주제폐지를위한시민연대' 발족(137개 단체 참여[4])
- 2000년 9월: '호주제폐지를위한시민연대', 국민 2만 6천 156명의 서명을 받아 '호주제 폐지에 관한 국민청원서' 국회에 전달(소개 의원 한명숙·이미경·박근혜 의원)
- 2000년 11월: 호주제 규정한 민법 조항에 대한 위헌소송 제기(이혼 여성의 자녀입적관련, 현 남편이 호주로 되어 있는 것을 무호주로 변경하기로 한 사례를 택해 총 13건을 서울가정법원과 서부, 남부, 북부 법원에 소송 접수)
- 2001년 4월: 서울지방법원 북부· 서부지원, 호주제 관련 조항 위헌심판제청 결정
- 2001년 5월: 국제연합경제사회문화적권리위원회, 한국 정부에 '호주제' 우려 표명
- 2004년 6월: 정부, '호주제 폐지를 위한 민법 개정안' 국회에 제출
- 2005년 1월 25일: 법무부·대법원, 호주제 폐지 이후 호적제 대신할 신분등록제도 '본인 기준의 가족기록부'(혼합형 1인1적제) 국회에 제출
- 2005년 2월: 헌법재판소, '자의 입적'(781조 1항), '호주의 정의'(778조), '처의 부가 입적'(826조 3항) 등을 규정한 민법 조항에 대해 헌법불합치 선고
- 2005년 3월: 호주제 폐지를 골자로 하는 민법 개정안 국회 통과
- 2008년 1월 1일: 새로운 신분등록제도를 위한 제반 여건 마련 후 개인별 신분등록법 시행

## 같이 보기
- 김주수
- 최재천